# Chemin no 26 (Vottem)
Le Chemin no 26, un chemin rural pavé, long de 394 mètres, fait le lien entre deux rues à Vottem (Belgique).  Son assiette appartient au domaine public, et il est actuellement beaucoup utilisé.

## Historique
Ce chemin associé à la géographie agraire est renseigné sur les cartes depuis 1841, mais existe probablement depuis la préhistoire et persiste dans le cadastre contemporain,. Ce chemin est devenu rural avec la diffusion de l'agriculture et des pâturages fixes. Il était emprunté par les villageois, particulièrement pour se rendre au Moulin Depireux et occasionellement par de grands voyageurs, des chevaux et des chars. En 1914, lors de la bataille de Vottem entre armées belge et allemande, ce sentier légèrement encaissé servait comme tranchée aux troupes allemandes.

## Situation

### Situation originelle
Ce chemin apparaît à l’Atlas des chemins vicinaux (1841). La publication à l’atlas garantit un droit de passage pour le public ainsi qu’un droit de propriété sur l’assiette du chemin au profit de la commune de Vottem, incorporée en 1976 dans la Ville de Herstal. Il reliait le Chemin n° 28 (actuellement Rue Emile Vandervelde) au Chemin n° 35 (actuellement Rue aux Ruelles).

### Situation actuelle
Le chemin démarrait de la Rue Emile Vandervelde. L'école communale a été construite sur son tracé original. Il reste néanmoins une bande herbeuse entre cette école (à gauche) et les parcelles privées (à droite) qui pourrait être utilisée en remplacement.
À partir de la Rue Visé-Voie, il est pavé et bordé de haies. Localement, il est nommé Li rouâle. Il arrive à la Rue des Maraichers et emprunte la Rue Aux Ruelles. Puis la quitte; il est sans issue.

## Odonymie
Le numéro 26 a été attribué à ce chemin dans l’Atlas des chemins vicinaux (1841). Il s’agit d’un numéro séquentiel, tous chemins et sentiers confondus, appartenant à une même commune avant fusions. Le Tableau Général de cet Atlas, comprend également le nom officiel du chemin: Chemin des Meuniers, ou encore, en Wallon: “pazê dè mounî”.

## Paysage
Le chemin passe dans un paysage rural, témoin des paysages de l’époque pré-industrielle; il menait du centre du village de Vottem vers le Moulin Depireux et au-delà vers les champs du village.

## Voiries adjacentes

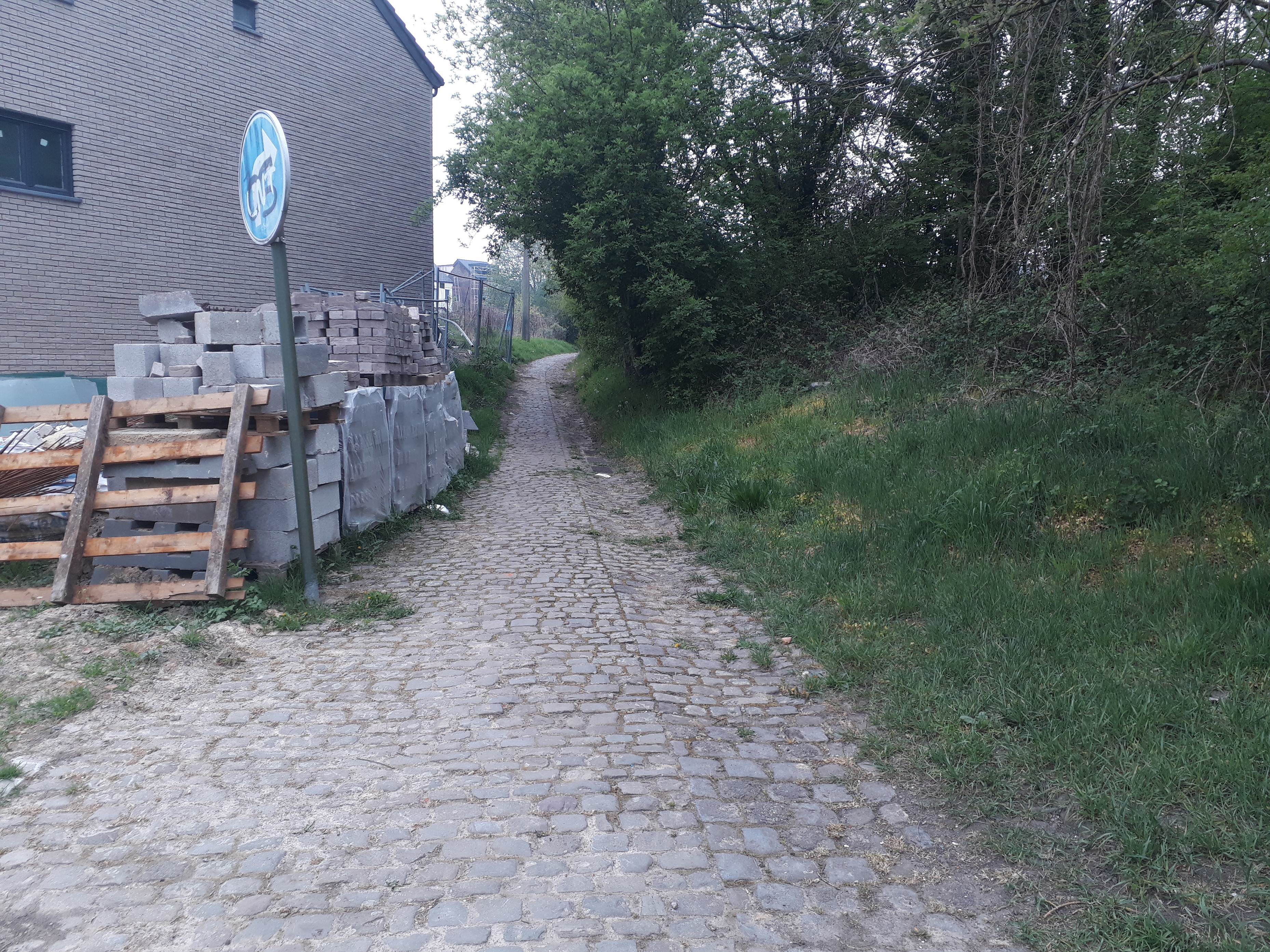
Chemin n° 26 à Vottem

- Rue Emile Vandervelde
- Rue Visé-Voie
- Rue des Maraîchers
- Rue Aux Ruelles

## Fonction actuelle
On attribue aux chemins vicinaux une importance esthétique et paysagère, sociale, touristique ainsi parfois qu'en termes de service écosystémique (en tant qu'éléments naturels relictuels susceptible de participer à la trame verte et/ou bleue,. Particulièrement, le chemin no 26, avec ses pavés et ses haies dans ce qui reste du paysage rural, pourrait très bien  faire partie d’un circuit de promenade autour du centre de Vottem.